# Berrioplano
Berrioplano en espagnol et Berriobeiti en basque est une ville et une municipalité de la communauté forale de Navarre (Espagne) dans le bassin et mérindade de Pampelune. Le nom de la ville en basque est Berriobeiti.
Elle est située dans la zone linguistique mixte de la province.

## Concejos
Aizoáin, Añézcar, Artica, Ballariá, Berrioplano, Berriosuso, Elcarte, Larragueta, Loza, Oteiza de Berrioplano.

## Démographie
| Évolution démographique                                     | Évolution démographique | Évolution démographique | Évolution démographique | Évolution démographique | Évolution démographique | Évolution démographique | Évolution démographique | Évolution démographique | Évolution démographique | Évolution démographique |
| 1996                                                        | 1998                    | 1999                    | 2000                    | 2001                    | 2002                    | 2003                    | 2004                    | 2005                    | 2006                    | 2007                    |
| ----------------------------------------------------------- | ----------------------- | ----------------------- | ----------------------- | ----------------------- | ----------------------- | ----------------------- | ----------------------- | ----------------------- | ----------------------- | ----------------------- |
| 1 057                                                       | 1 038                   | 1 171                   | 1 213                   | 1 278                   | 1 345                   | 1 469                   | 1 641                   | 1 629                   | 2 347                   | 2 906                   |
| Sources: Berrioplano et instituto de estadística de navarra |                         |                         |                         |                         |                         |                         |                         |                         |                         |                         |

## Transports en commun
Les lignes  16 N3 de Eskualdeko Hiri Garraioa desservent Berriobeiti, ainsi que Aitzoain et Berriogoiti.

## Source
- (es) Cet article est partiellement ou en totalité issu de l’article de Wikipédia en espagnol intitulé « Berrioplano » (voir la liste des auteurs).